# Тофтир
Тофтир (фар. Toftir) — населённый пункт на острове Эстурой (Фарерские острова).
Население — 816 человек (2002). Тофтир входит в состав муниципалитета Нес, расположенного на юге острова вдоль фьорда Скалафьордур. Севернее расположен рыбный порт Рунавик.
В посёлке расположена большая гавань. В 1969 году была построена рыбоперерабатывающая фабрика.
Также Тофтир известен построенным близ посёлка стадионом «Свангаскард», где кроме местного клуба «Б68 Тофтир» играет матчи и сборная Фарерских островов по футболу.

## Известные уроженцы
- Йоханнесен, Кристиан Людвиг (1862—1935) – участник борьбы за независимость Фарерских островов.